# Тумилович, Александр Владимирович
Александр Владимирович Тумилович (род. 1 сентября 1962 или XX век, Витебск или Россия) — советский и белорусский гимнаст (спортивная гимнастика), Заслуженный мастер спорта СССР (1985).

## Биография
Родился в 1962 году в Витебске. 
Чемпион мира 1985 года в командном зачете в составе сборной СССР. 
Чемпион СССР 1981 года в упражнениях на коне. Серебряный призер чемпионата СССР 1984, 1985, 1986 гг. — на коне, в 1985 г. — вольные упражнения. Бронзовый призер чемпионата СССР 1984 г. - перекладина. 
С 1998 года работает тренером в Ньютон, США.